# بییاتباس
بییاتباس (به اسپانیایی: Villatobas) یک شهرستان در اسپانیا است که در استان تولدو واقع شده‌است.

## خصوصیات
بییاتباس ۱۸۱ کیلومترمربع مساحت و ۲٬۴۸۱ نفر جمعیت دارد و ۷۲۳ متر بالاتر از سطح دریا واقع شده‌است.